# Лялька-Руслан і його друг Санька
«Лялька-Руслан і його друг Санька» (рос. «Лялька-Руслан и его друг Санька») — радянський повнометражний кольоровий телевізійний художній фільм, поставлений на Кіностудії «Ленфільм» в 1980 року режисером Євгеном Татарським за мотивами повісті Віктора Голявкіна «Ти приходь до нас, приходь…».
На замовлення Державного Комітету Ради Міністрів СРСР по телебаченню і радіомовленню

## Зміст
Хлопчик Руслан приїхав із мамою в дачне селище на літній відпочинок. Та через те, що всі називають його Лялькою, йому важко з кимось подружитися. А сусідських хлопчиків усього двоє — один занадто малий, а інший — скнара. Та і Руслану усміхнулося щастя. Він заприятелював із хлопчиком Сашком, який увів його у свою компанію і навіть вигадав ім'я. Тепер вони нерозлийвода і будь-які пригоди їм на радість.

## Ролі
- Діма Аристархов — Лялька-Руслан
- Тимур Халіков — Санька Буртиков
- Стасик Лашин — Сидоров, піонер з табору
- Вітя Татарський — Вітя, дачник
- Шура Данилевич — рибалка
- Оксана Познякова — Света
- Михайло Пуговкін — Михайло Іванович, господар дачі
- Жанна Прохоренко — тітка Ліда, мати Віті
- Анна Лисянська — бабуся примхливого малюка
- Оксана Нікітина — мати Ляльки
- Ізабелла Чирина — старша піонервожата
- Юрій Демченко — піонервожатий

## В епізодах
- П. Бортновський — епізод
- Л. Волюжанич — епізод
- А. Всемирнов — епізод
- В. Ільїних — епізод
- Л. Лисицька — епізод
- Володя Митрофанов — примхливий малюк («Дай черпалку! Хочу черпалку!»)
- Олексій Молочник — футбольний суддя
- Борис Молочник — епізод
- Валентина Пугачова — мати Сидорова-Люсика
- Т. Рандовська — епізод
- Н. Сосновська — епізод

Голос за кадром (пісня «Очень хорошо») — Алла Пугачова

## Знімальна група
- Автор сценарію — Марія Зверєва
- Режисер-постановник — Євген Татарський
- Оператор-постановник — Володимир Бурикін
- Художник-постановник — Ісаак Каплан
- Композитор — Надія Симонян
- Звукооператор — Ася Зверєва
- Режисер — Олексій Молочник
- Оператор — А. Бахрушин
- Монтаж — Тамари Гусєвої
- Грим — Л. Рижової
- Костюми — Наталії Кочергіної
- Редактор — Юрій Холін
- Асистенти:
  - режисера — Г. Котлякова
  - оператора — В. Гусєв, Г. Блінов
- Художник-декоратор — Євген Стирікович
- Адміністративна група — Е. Кузнецьов
- Помічник режисера — Т. Степанова
- Директор картини — Веніамін Кутіков